# 張所見
張所見（16世紀—17世紀），更名張介，字曉生，號吉先，浙江嘉興府嘉善縣人，明朝科舉人物。

## 生平
張所見是天啟七年（1627年）丁卯科浙江鄉試舉人，次年（1628年）會試中副榜，以恩例授推官，辭去不就任。他個性孝友，年輕時貧窮以教書授經為業，又勤奮節儉儲下千金，荒年為飢者賑粟、寒者給木棉；設立私塾教授子弟、建塔收葬屍骸，親友婚葬必定接濟，同時收錄古今格言，像顏之推一樣當作家訓，七十八歲去世。
兒子張我樸，順治九年會魁，官大理寺評事，孫張爕為國學生。

## 引用
1. 1 2  嘉慶《嘉善縣志·卷十四·人物志二》：張所見，楊志【云】字曉生，更名介，號吉先，崇禎戊辰會副，覃恩例授司李，辭不就。性孝友，累世積善，少貧館穀授經，益礪經濟之學；勤儉居，積叠至千金，歲大祲，飢者賑粟、寒者給木棉；設鄉塾，教族之子弟，建墖痤暴骸，戚黨婚葬必賙修；築津梁，冬不病涉；輯古今格言，如顏之推訓其家也，年七十八終。子我樸，順治壬辰會魁，官大理寺評事，孫爕國學生。
2. ↑  嘉慶《嘉善縣志·卷十一·選舉志上》：（天啟）七年丁卯（舉人） 張所見 字曉生，更名介，有傳